# NGC 958
NGC 958 (другие обозначения — MCG -1-7-19, IRAS02281-0309, PGC 9560) — спиральная галактика с перемычкой (SBc) в созвездии Кит.
Этот объект входит в число перечисленных в оригинальной редакции «Нового общего каталога».
В галактике вспыхнула сверхновая SN 2005A типа Ia, её пиковая видимая звездная величина составила 17,1.